# Più forte ragazzi (serie televisiva)
Più forte ragazzi (Martial Law) è una serie televisiva statunitense andata in onda per due stagioni sulla CBS.

## Trama
Sammo Law, un rispettato poliziotto cinese, viene trasferito in America. Nel suo lavoro si ritrova a combattere il crimine prima a Los Angeles, e più tardi a New York, venendo spesso a confrontarsi con una cultura diversa dalla sua. È inoltre il maestro di Grace "Pei Pei" Chen, una poliziotta sotto copertura. Quando le tecniche americane non funzionano, Sammo si affida al suo personale stile da poliziotto cinese per risolvere i casi.

### Prima stagione
Sammo è mandato dal governo cinese per inseguire un vecchio nemico e criminale chiamato Lee Hei. Viene messo in coppia con Terrell Parker. Scopre che la sua discepola, Pei Pei, si è infiltrata nell'impero criminale di Lee Hei. Viene catturato alla seconda puntata. La serie continua a colpi di kung fu.

### Seconda stagione
Il capitano Winship si ritira. Il detective Louis Malone viene trasferito a New York. Sammo decide di rimanere a Los Angeles e fare coppia con Pei Pei. Il dipartimento ha un nuovo capitano, Amy Dylan, che pensa che il metodo cinese di Sammo non sia il migliore per risolvere i casi. In aggiunta c'è la rivelazione di una società segreta tra i cui membri vi è il figlio perduto di Sammo. Alla fine Law decide di tornare in Cina nell'ultimo episodio, lasciando però aperta la possibilità di un seguito della storia.

### Terza stagione
L'attore Sammo Hung fu contattato per la realizzazione di una terza serie, ma lo stesso non accettò in quanto non avrebbe potuto avere il successo delle precedenti, (la seconda in calo costante) e anche perché Arsenio Hall definì la serie TV "orribile".

### Altri media
Il personaggio di Sammo Law, sempre interpretato da Sammo Hung, compare anche negli episodi Dall'oriente con furore della serie Ultime dal cielo e Pioggia di fuoco della serie Walker Texas Ranger.

## Episodi
| Stagione         | Episodi | Prima TV originale | Prima TV Italia |
| ---------------- | ------- | ------------------ | --------------- |
| Prima stagione   | 22      | 1998-1999          | 2001            |
| Seconda stagione | 22      | 1999-2000          | 2002            |